# Alfred Dartsch
Alfred Dartsch (* 8. November 1910 in Liegnitz, Provinz Schlesien; † 18. Juni 1953 in Magdeburg) war ein deutscher Arbeiter. Im Zusammenhang mit dem Volksaufstand des 17. Juni wurde er von einem sowjetischen Militärtribunal zum Tode verurteilt und hingerichtet.

## Leben
Alfred Dartsch war gelernter Maler und im Juni 1953 beim VEB ABUS Förderanlagen als Lackierer beschäftigt.
Am 17. Juni 1953 wurde Dartsch in Magdeburg Zeuge der Proteste gegen die politischen und wirtschaftlichen Verhältnisse in der DDR und schloss sich einer Demonstration an, die vor dem Gebäude der Bezirksbehörde der Volkspolizei die Freilassung politischer Gefangener forderte. Einige der Protestler stürmten das Gebäude.
Am Abend des 17. Juni wurde Dartsch von der Volkspolizei festgenommen. Am folgenden Tag verurteilte ihn ein sowjetisches Militärtribunal in einem etwa einstündigen nichtöffentlichen Verfahren zum Tode. Dartsch wurde als „Rädelsführer“ der Proteste bezeichnet und unter anderem wegen der Tötung des Polizisten Gerhard Händler verurteilt. Das nach Recht der Sowjetunion ausgesprochene Todesurteil wurde noch am selben Tag auf dem Gelände der Strafvollzugsanstalt Sudenburg vollstreckt. Er wurde zusammen mit dem ebenfalls an dem Aufstand beteiligten Herbert Stauch hingerichtet. In der Bekanntmachung durch den sowjetischen Militärkommandanten der Stadt Magdeburg wird mitgeteilt, dass „Dartsch, Alfred und Strauch, Herbert [sic!] wegen der aktiven provokatorischen Handlungen am 17. Juni, die gegen die festgelegte Ordnung gerichtet waren, als auch wegen der Teilnahme an den banditischen Handlungen vom Gericht des Militärtribunals zum Tode durch Erschießen verurteilt worden sind“.

## Rehabilitierung
Gemäß Artikel 3 des Gesetzes „über die Rehabilitation der Opfer der politischen Repression“ wurde Alfred Dartsch am 9. Dezember 1996 ebenso wie Herbert Stauch vom Generalstaatsanwalt der Russischen Föderation rehabilitiert.